# 降水概率
降水概率（英語：probability of precipitation）是描述降水（如：降雪、降雨等）可能性的指标，常常在天气预报中使用。总体来讲，降水概率指的是在某一特定时间地点会出现高于某一门槛的降水量的概率。然而，这一概念常常遭人误解。
預報區域在36小時內，出現0.01mm或以上降水的機率。和降水時間、降雨量、降雨面積無關。